# Sastre (oficio)

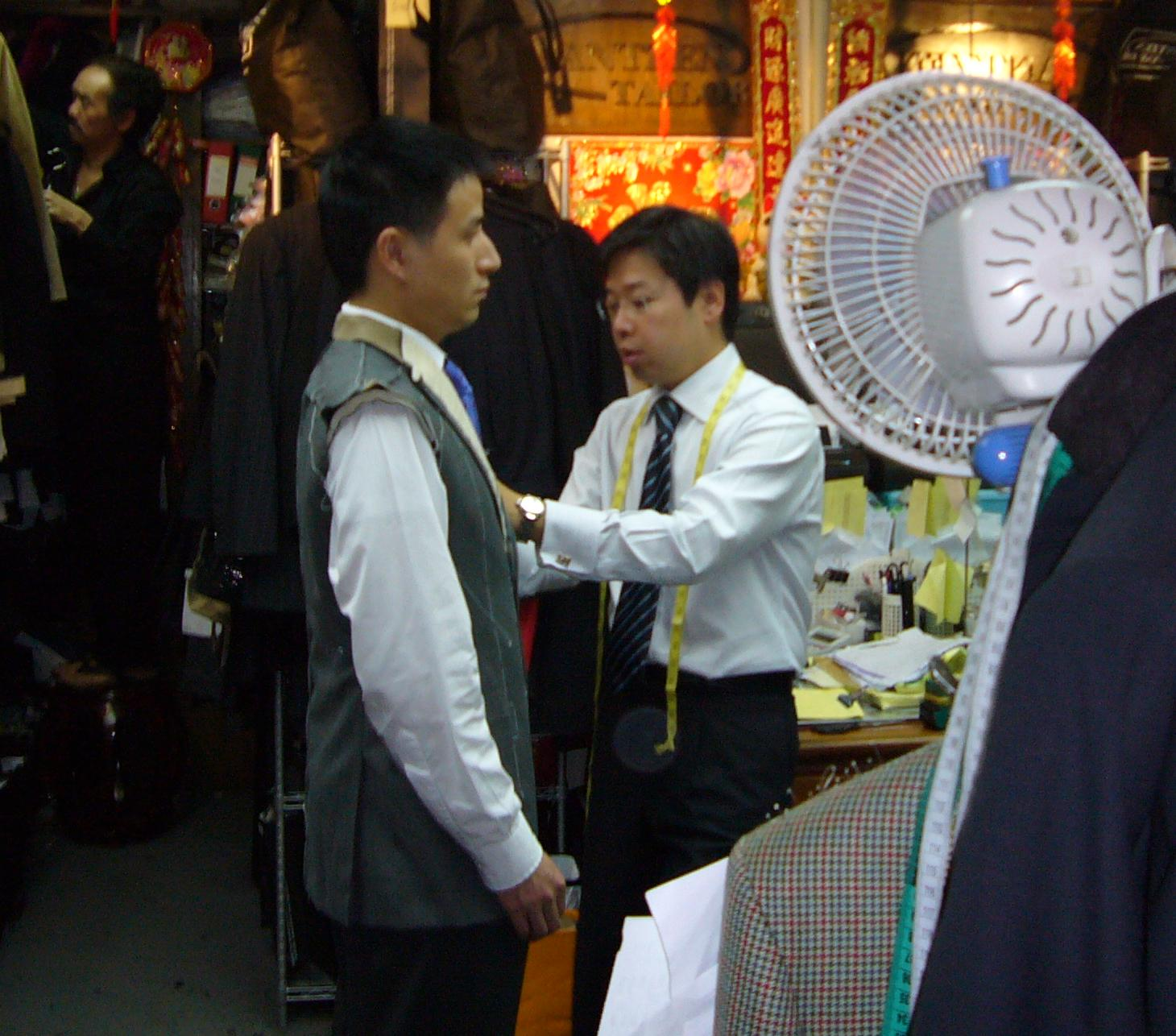
Un sastre tomándole las medidas a un cliente en Hong Kong.

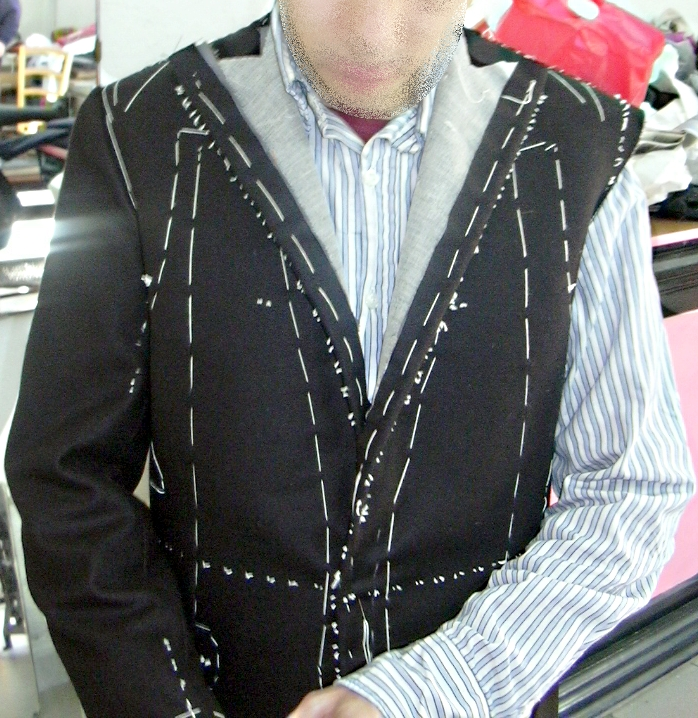
Primera prueba de una chaqueta.

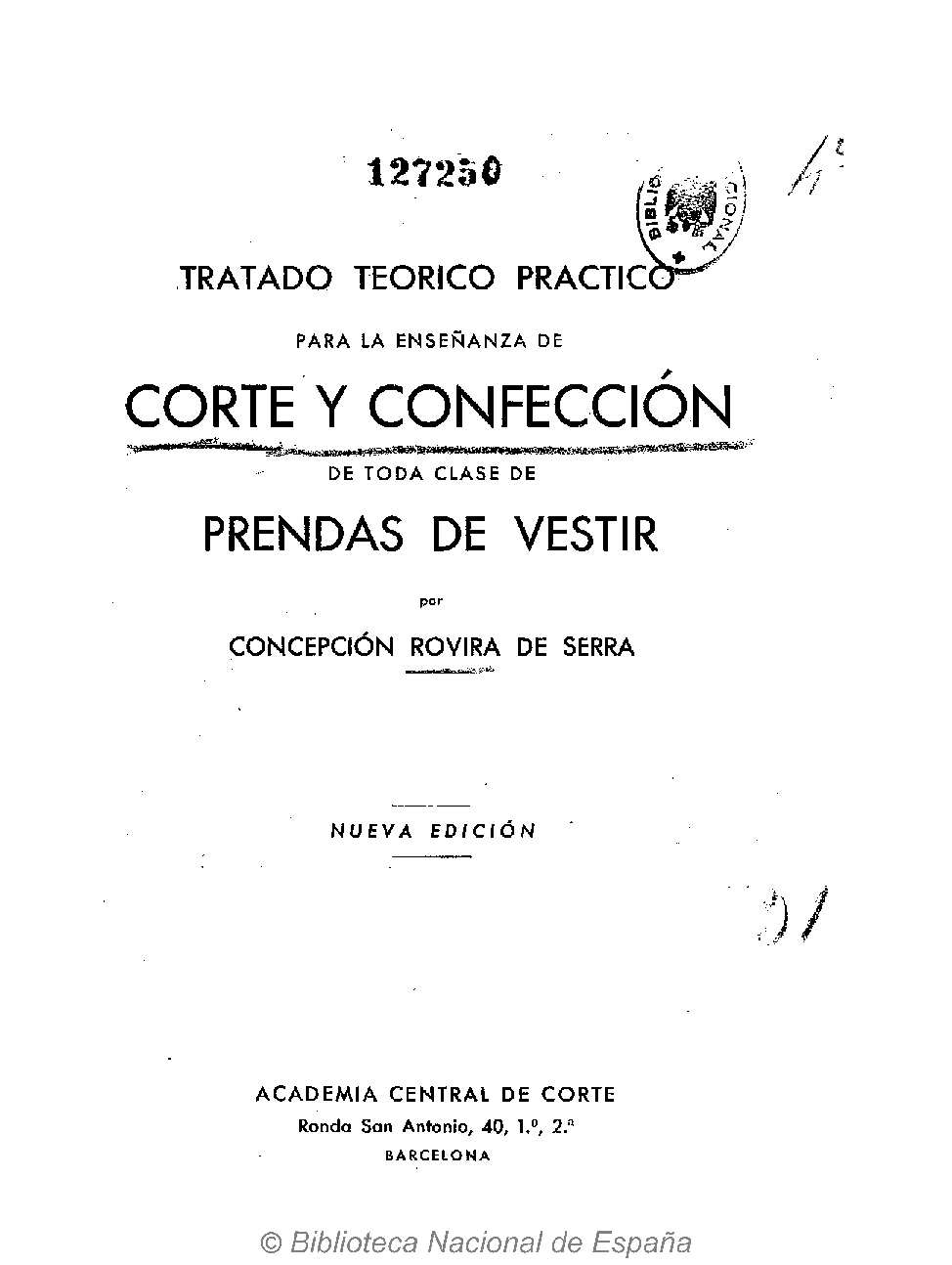
Tratado teórico práctico para la enseñanza del corte y confección de toda clase de prendas de vestir, 1936.

Sastre (en femenino, una sastre o una sastra) es la persona que ejerce el oficio de la sastrería, un arte que consiste en la creación de prendas de vestir principalmente masculinas (chaqueta, pantalón, chaleco) de forma artesanal y a medida, diseñando exclusivamente de acuerdo con las medidas y preferencias de cada cliente, sin hacer un uso normalizado de numeración preexistente. También ajusta prendas hechas por fábricas de ropa pero que por la misma normalización de tallas en la ropa y las diferencias de los cuerpos de los usuarios aquellas no les quedan y por ello requieren los servicios del profesional del corte y de la costura.
Pese a que conceptualmente el sastre está relacionado con otros conceptos y oficios en torno a la vestimenta existen diferencias en base al área de trabajo con los oficios de modista, costurero y diseñador de moda.